# Gitarrgodingar
Gitarrgodingar utkom 1991 och är ett album av det svenska dansbandet Vikingarna, där gruppens gitarrist Lasse Westmann spelar instrumentalversioner på sin gitarr.

## Låtlista
1. Cavatina
2. Foot Tapper
3. Last Date
4. Shadoogie
5. Maria Elena
6. Amapola
7. Atlantis
8. Walk Right In
9. Apache
10. Theme From "The Godfather"
11. Dance On
12. Fernando
13. I Just Listen To My Heart
14. James Bond Theme